# Nesticus nahuanus
Nesticus nahuanus är en spindelart som beskrevs av Willis J. Gertsch 1971. Nesticus nahuanus ingår i släktet Nesticus och familjen grottspindlar. Inga underarter finns listade i Catalogue of Life.